# Monome
Pour les articles homonymes, voir monôme.

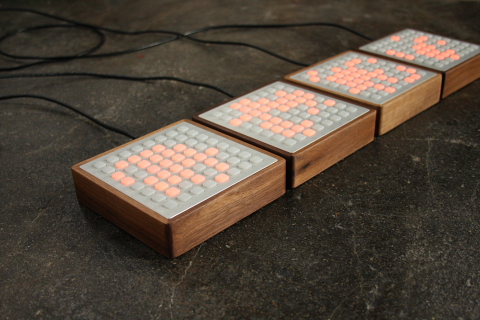
Plusieurs Monomes 64.

Monome est une petite compagnie américaine de matériel informatique située dans les Montagnes Catskill. Monome fabrique des contrôleurs pour la musique électronique et les nouveaux arts du média. Leur premier produit, 40h, est une grille de 64 boutons (huit par huit) rétro-éclairés par des diodes électroluminescentes, connectable à un ordinateur par un câble USB. Le protocole qui transite entre la machine et l'ordinateur est alors traduit par le routeur opensource logiciel monomeserial en protocoles MIDI ou Open Sound Control ce qui permet de l'interfacer avec un très grand nombre de logiciels. De nouvelles séries ont ensuite vu le jour, avec les modèles 40h/se (dotés d'un accéléromètre), puis des modèles 64, 128 et 256. Le succès de ces machines repose en grande partie sur leur design minimaliste et sur le fait que leur logiciels soient open source, codés en Max/MSP, ChucK, Pure Data ou Java.

## Origine
Le musicien Brian Crabtree a créé le premier Monome en 2005 après avoir découvert Max/MSP. Crabtree a originellement conçu le Monome comme une grille de 64 boutons rétro-éclairés par des diodes électroluminescentes sans aucune indication sur les fonctions de ceux-ci, afin de multiplier les possibilités d'utilisation de la machine avec des nombreux logiciels créés par la communauté. Les premiers Monomes ont été commercialisés en 2006. Fabriqués de manière artisanale à la main par Brian Crabtree et Kelli Cain, les Monomes sont vendus au compte-goutte et leur disponibilité est très limitée.

## Philosophie
La compagnie Monome a été créée à partir d'une philosophie minimaliste, en privilégiant d'une part le design de ses produits, tout en proposant des moyens de production économiques et écologiques d'une autre part.
La philosophie minimaliste des Monomes se retrouve ainsi dans leur design qui bannit toute complexité afin de proposer une interface aussi polyvalente que possible. Les Monomes mettent ainsi en avant une grande accessibilité à travers un design minimaliste afin d'augmenter l'adaptabilité des appareils en termes d'intégration aux logiciels. La production des Monomes est faite à partir des matériaux durables fabriqués par des entreprises locales et assemblés à la main dans les locaux de la compagnie. De plus, l'ensemble des emballages des appareils, dessinés par Kelli Cain, sont entièrement recyclables.

## Produits
- 40h (production stoppée)
  - Mai 2006 ; 400 appareils
- 40h/se (production stoppée)
  - Juin 2007 ; 16 appareils
- 40h kit
  - Juin 2007; 100 appareils
  - Novembre 2007; 100 appareils
- two fifty six
  - Septembre 2007; 100 appareils
  - Août 2008; 100 appareils
  - Juillet 2009; (chiffre non disponible)
- one twenty eight
  - Decembre 2007; 100 appareils
  - Mai 2008; (chiffre non disponible)
  - Janvier 2009; (chiffre non disponible)
- sixty four
  - Janvier 2008; 100 appareils
  - Janvier 2008; 100 appareils
  - Octobre 2008; 200 appareils
  - Janvier 2009; (chiffre non disponible)
- five twelve
  - Avril 2010 ; 10 appareils

## Développement Open Source
Une communauté d'utilisateurs active met régulièrement à jour la documentation de l'ensemble des modèles de Monome à travers de nouvelles applications open source.

## Documentation
Dans le respect de sa philosophie et de son mode de distribution minimaliste, l'entreprise Monome met à disposition toute la documentation nécessaire à la construction et à l'utilisation des appareils sur le web sous forme de wiki, éditable par les utilisateurs de monomes.